# 2,3-二甲基己烷
2,3-二甲基己烷（英語：2,3-Dimethylhexane）化学式(CH3)3C(CH2)3CH3，是辛烷的同分异构体，其3号碳原子为手性碳原子，常温下为无色无味液体。